# Байинкур (Курсоль), Франсуа Шарль Жозеф
Франсуа Шарль Жозеф де Байинкур (фр. François Charles Joseph de Bailliencourt; 1774—1826), или просто Курсоль (фр. Courcol) — французский военный деятель, полковник (1813 год), участник революционных и наполеоновских войн.

## Биография
Родился в семье Жерома де Байинкура (фр. Jérôme Guillain Joseph de Bailliencourt; 1743—1812) и его супруги Марии Бодон (фр. Marie Anne Josèphe Homeline Baudon; 1744—1805).
Начал службу 15 марта 1793 года простым солдатом в 8-м кавалерийском полку. В этом подразделении Франсуа прослужит следующие двадцать лет. Принимал участие в ключевых сражениях начального этапа Революционных войн: при Вальми, Ондскоте, Ваттиньи и Флёрюсе. В 1798-99 годах сражался в рядах Гельветической армии. 30 июня 1799 года был произведён генералом Массена в младшие лейтенанты. 7 января 1802 года переведён в Рейнскую армию с производством в лейтенанты. 5 октября 1802 года получил звание капитана, и служил в штабе полка. В кампании 1805 года действовал в Италии, сражался при Кальдьеро. В декабре 1806 года полк в составе 3-й дивизии тяжёлой кавалерии прибыл в Берлин, и сражался в Восточной Пруссии и Польше. Отличился в сражении при Гейльсберге. В 1809 году действовал в Австрии. 12 сентября 1809 года произведён в командиры эскадрона. Участвовал в Русской кампании 1812 года, был ранен в сражении при Бородино.
28 сентября 1813 года был произведён в полковники, и стал командиром 1-го карабинерского полка, с которым отличился в битве при Лейпциге, где сражался в составе 1-й бригады генерала 2-й дивизии тяжёлой кавалерии генерала Сен-Жермена. 3 февраля 1814 года ранен в бою при Шассе.
С возвращением к власти Бурбонов остался во главе полка. Во время «Ста дней» не стал присоединяться к Императору и 19 мая 1815 года вышел в отставку. После второго отречения Наполеона возглавил 13 сентября 1815 года 6-й кирасирский полк, 26 мая 1823 года был назначен командиром 2-го кирасирского полка, с которым участвовал в Испанской кампании 1823 года.
Умер 10 апреля 1826 года в Париже в возрасте 51 года, и был похоронен на кладбище Пер-Лашез.

## Воинские звания
- Старший вахмистр (30 октября 1798 года);
- Младший лейтенант (30 июня 1799 года);
- Лейтенант (7 января 1802 года);
- Капитан (5 октября 1802 года);
- Командир эскадрона (12 сентября 1809 года);
- Полковник (28 сентября 1813 года).

## Награды
Легионер ордена Почётного легиона (5 ноября 1804 года)
 Офицер ордена Почётного легиона (18 октября 1812 года)
 Коммандан ордена Почётного легиона (17 октября 1823 года)
 Кавалер военного ордена Святого Людовика
 Кавалер испанского ордена Святого Фердинанда 2-го класса (18 ноября 1823 года)